# Semide
Semide är en kommun i departementet Ardennes i regionen Grand Est (tidigare regionen Champagne-Ardenne) i nordöstra Frankrike. Kommunen ligger  i kantonen Machault som ligger i arrondissementet Vouziers. År 2022 hade Semide 173 invånare.

## Befolkningsutveckling
Antalet invånare i kommunen Semide
Referens: INSEE